# Río Almar
El río Almar es un río de la parte central de la península ibérica, un afluente del río Tormes perteneciente a la cuenca del Duero. Tiene una longitud de 78,39 km y drena una cuenca de 1.113 km².
Administrativamente, el río discurre por las provincias de Ávila y Salamanca de la Comunidad autónoma española de Castilla y León.

## Topónimo
Figura en 1107 como rivulum de Almar. Da lugar a una subdivisión de la tierra de Alba, el cuarto de Rialmar, abundantemente citado al menos desde el siglo XV. Una contracción de hiato por fonética sintáctica explica Río Almar > Rialmar. Ha sido interpretado por Llorente Maldonado de Guevara como topn. arábigo, aunque se carece de formas antiguas que puedan avalar alguna de las variadas etimologías propuestas por él. A la vista del contexto toponímico, parece más prudente postular un origen romance: se trataría de un derivado de álamo ‘Populus spp.’, con sufijación inhabitual alamar. Tampoco se puede excluir un origen directo en olmar ‘olmeda’. Ya Julio González recomendaba no desdeñar la hipótesis olmar > Almar a pesar de su aparente singularidad morfológica y fonética. En todo caso, las atestiguaciones de alamar y olmar en la documentación no escasean. Un “soto alamar” es mencionado en una venta en Zamora de 1494. El étimo aludiría a las alamedas que acompañan como soto fluvial a esta corriente de agua en su recorrido por zonas áridas. Obsérvese asimismo la siguiente cita del Fuero de Usagre (Badajoz):

De regar los ortos et los almares: Los molinos ni las acenias non tolgan aguas ad ortos neque almares.

donde almar es sin duda sinónimo de alameda.
Según otras hipótesis el nombre provendría del antiguo europeo. De la raíz   *al-/alm- ('fluir', 'manar').

## Geografía
Nace en la sierra de Ávila, en la falda del Cerro Castrejón, concretamente donde se sitúa el Santuario de Nuestra Señora de Las Fuentes, dirigiéndose por la falda norte de dicha sierra por los términos municipales de San Juan del Olmo, Ortigosa de Rioalmar, Muñico, Solana de Rioalmar y Mirueña de los Infanzones (donde está embalsado en el pantano del Milagro). Llega luego a la provincia de Salamanca, donde discurre por el Campo de Peñaranda dando nombre a pueblos de dicha provincia, como Bóveda del Río Almar y Ventosa del Río Almar. Desemboca finalmente en el río Tormes en las proximidades de Alba de Tormes.

## Afluentes
- río Gamo
- río Margañán
- río Navazamplón o Zamplón